# Hieny
Hieny (Hyaeninae) – wyróżniana przez część systematyków, na podstawie różnic w uzębieniu, podrodzina dużych ssaków drapieżnych z rodziny hienowatych (Hyaenidae).

## Zasięg występowania
Podrodzina obejmuje gatunki występujące w Afryce i południowo-zachodniej Azji.

## Morfologia
Długość ciała (bez ogona) 100–160 cm, długość ogona 18,7–40 cm, wysokość w kłębie 66–80,7 cm; masa ciała 26–86 kg. Uzębienie hien różni się od uzębienia proteli (Protelinae) budową zębów bocznych.

## Podział systematyczny
Do podrodziny należą następujące występujące współcześnie rodzaje:
- Crocuta Kaup, 1828 – krokuta – jedynym żyjącym współcześnie przedstawicielem jest Crocuta crocuta (Erxleben, 1777) – krokuta cętkowana
- Hyaena Brisson, 1762 – hiena – jedynym żyjącym współcześnie przedstawicielem jest Hyaena hyaena (Linnaeus, 1758) – hiena pręgowana
- Parahyaena Hendey, 1974 – jedynym żyjącym współcześnie przedstawicielem jest Parahyaena brunnea (Thunberg, 1820) – hiena brunatna

Opisano również rodzaje wymarłe:
- Adcrocuta Kretzoi, 1938[25] – jedynym przedstawicielem był Adcrocuta eximia (Roth & J.A. Wagner, 1854)
- Chasmaporthetes Hay, 1921[26]
- Hyaenictis Gaudry, 1861[27]
- Hyaenictitherium Kretzoi, 1938[28]
- Ictitherium J.A. Wagner, 1848[29]
- Ikelohyaena Werdelin & Solounias, 1991[30] – jedynym przedstawicielem był Ikelohyaena abronia (Hendey, 1974)
- Leecyaena Yang Zhongjian & Liu Dongsheng, 1948[31]
- Lycyaena Hensel, 1863[32]
- Lycyaenops Kretzoi, 1938[33]
- Metahyaena Viranta & Werdelin, 2003[34] – jedynym przedstawicielem był Metahyaena confector Viranta & Werdelin, 2003
- Pachycrocuta Kretzoi, 1938[25] – jedynym przedstawicielem był Pachycrocuta brevirostris (P. Gervais, 1850)
- Palinhyaena Qiu Zhanxiang, Huang Weilong & Guo Zhihui, 1979[35] – jedynym przedstawicielem był Palinhyaena reperta Qiu Zhanxiang, Huang Weilong & Guo Zhihui, 1979
- Pliocrocuta Kretzoi, 1938[25] – jedynym przedstawicielem był Pliocrocuta perrieri (Pictet, 1844)
- Thalassictis Nordmann, 1850[36]
- Tungurictis Colbert, 1939[37]